# 30 de março
30 de março é o 89.º dia do ano no calendário gregoriano (90.º em anos bissextos). Faltam 276 dias para acabar o ano.

## Eventos históricos

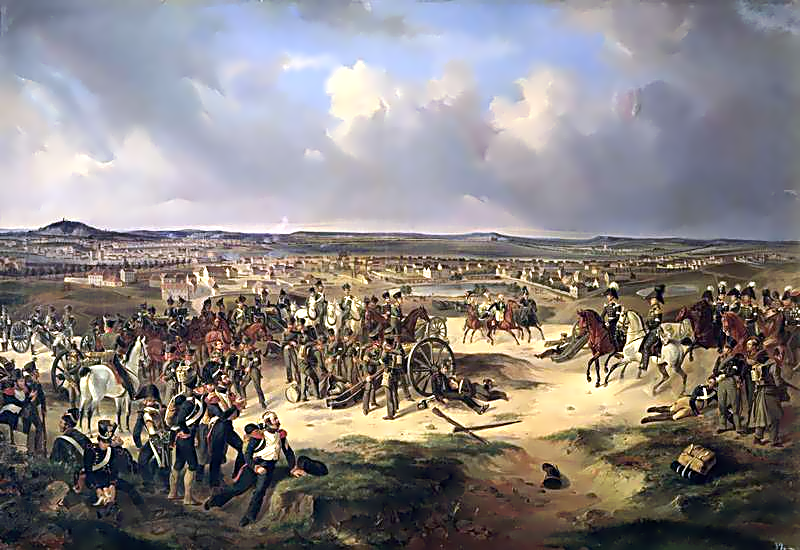
1814: Batalha de Paris

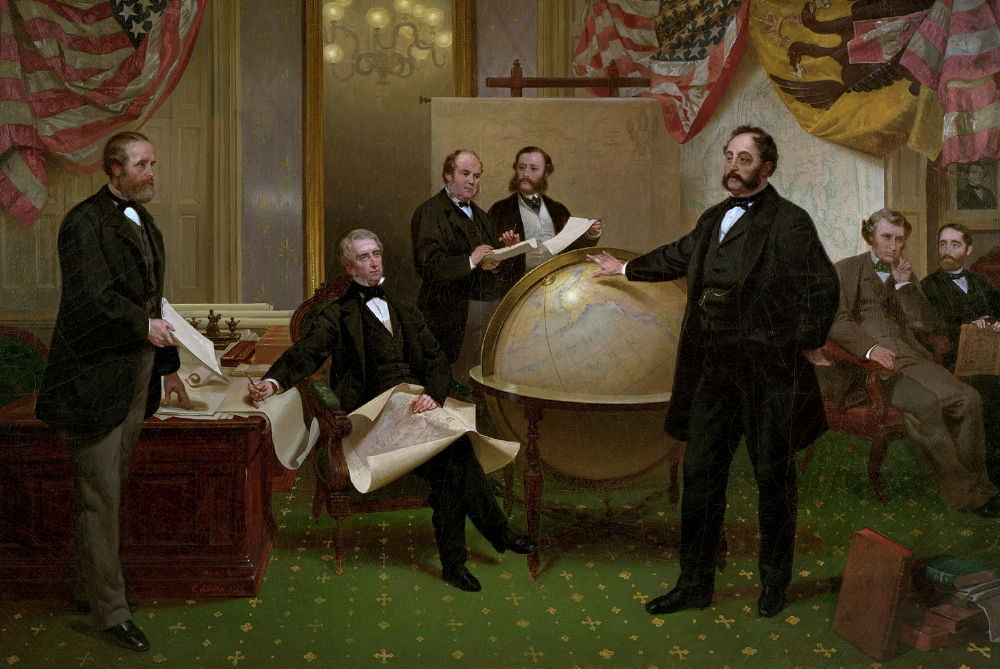
1867: Compra do Alasca

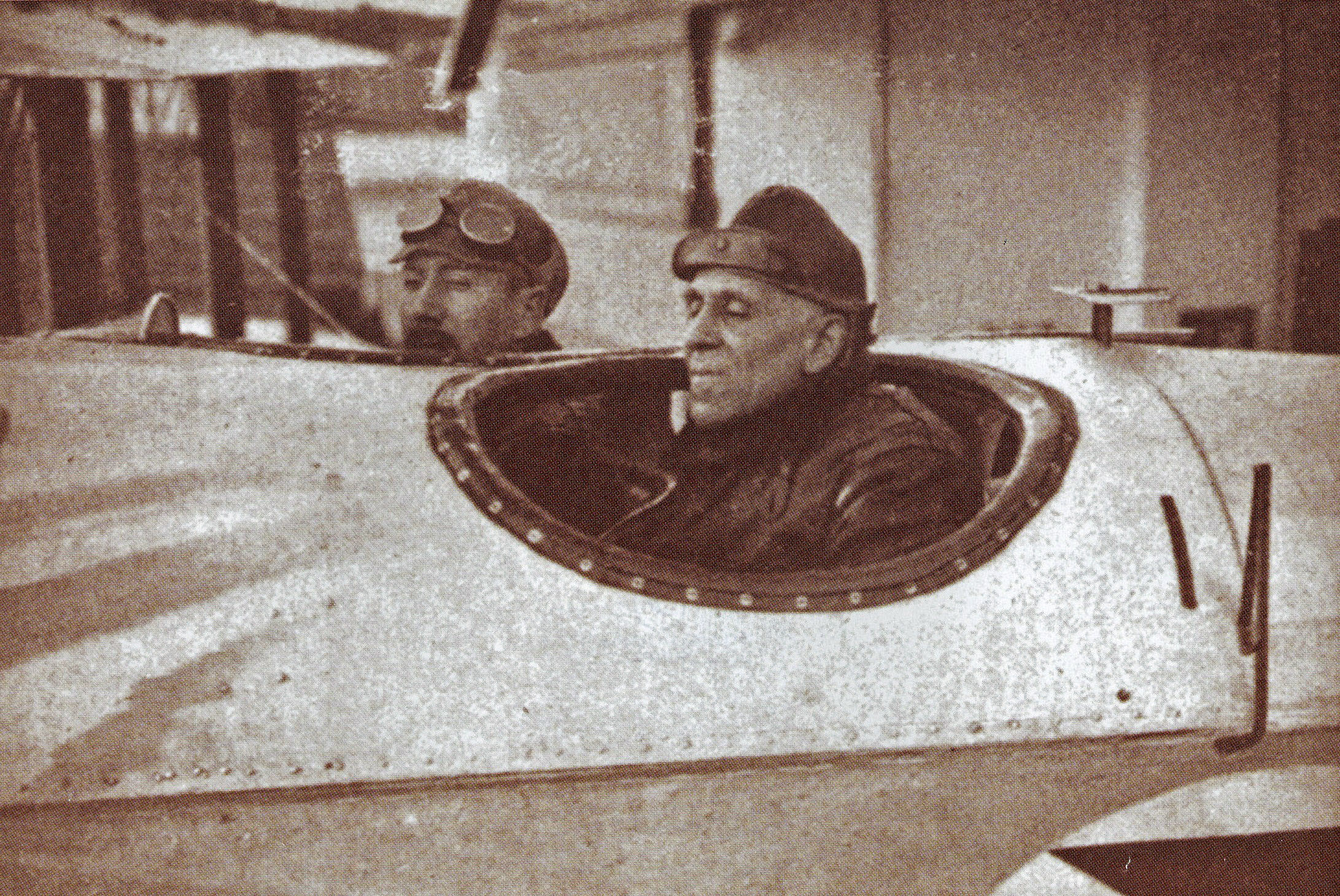
1922: Gago Coutinho (em segundo plano), junto a Sacadura Cabral

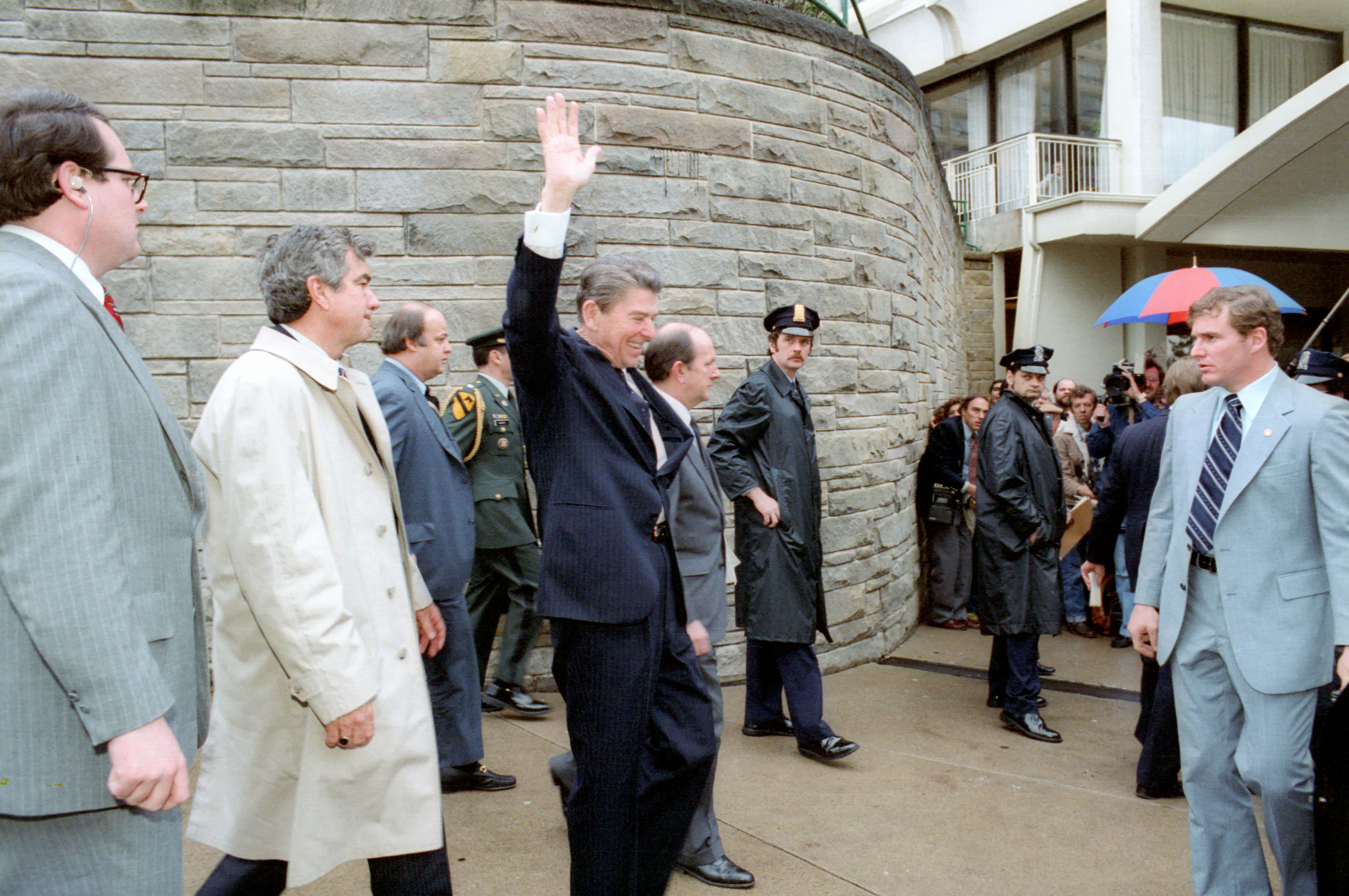
1981: Tentativa de assassinato de Ronald Reagan

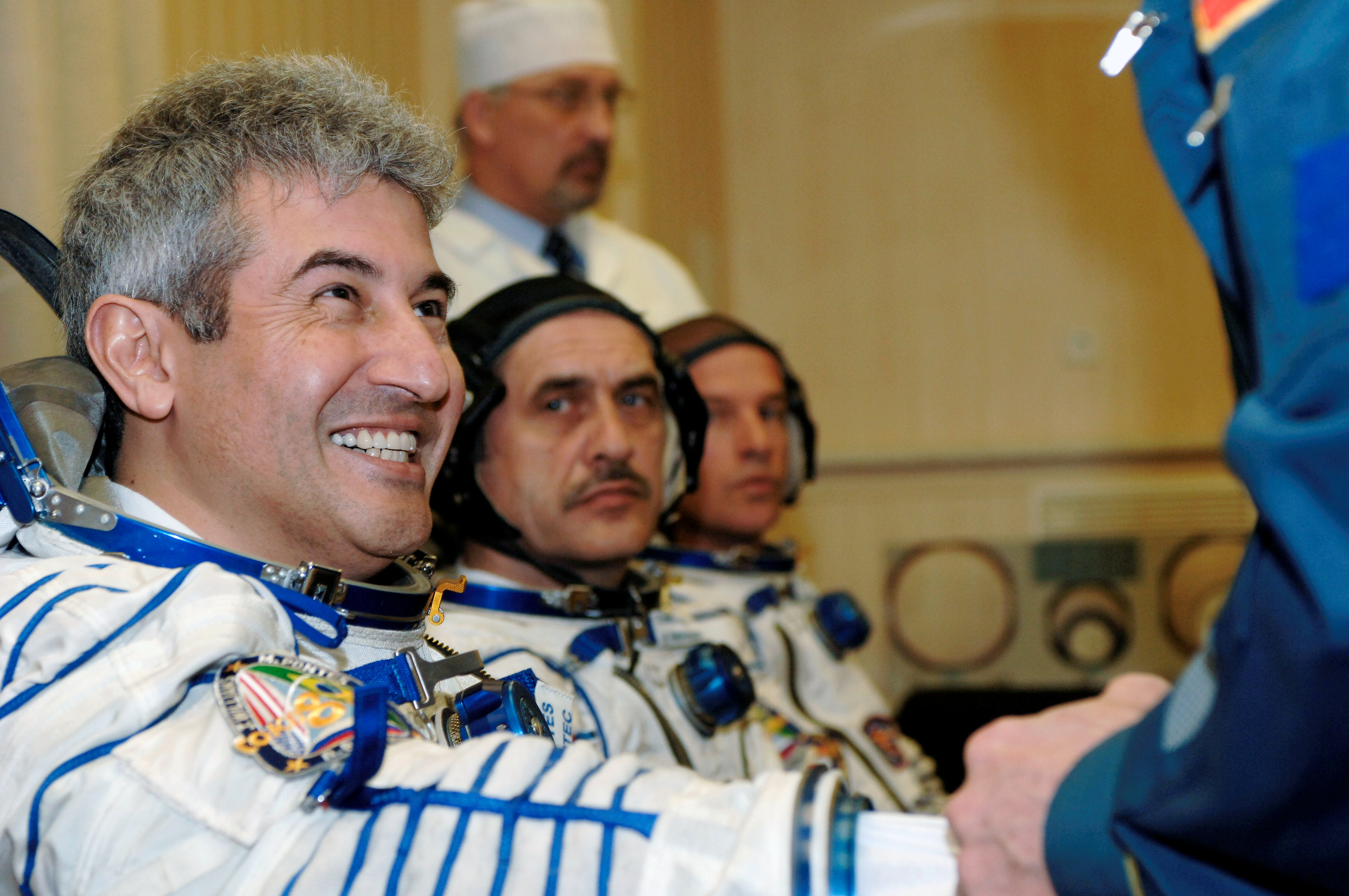
2006: A tripulação da Soyuz TMA-8 antes do lançamento

- 240 a.C. — Primeiro periélio registrado da passagem do cometa Halley.
- 0598 — Campanha dos Balcãs: os ávaros levantam o cerco à fortaleza romana-Oriental (bizantina) de Tômis. Seu líder Beano I recua em direção ao norte do rio Danúbio, após as hordas avar-eslavas serem dizimadas pela peste.
- 1282 — Os sicilianos revoltam-se contra o rei angevino Carlos I, revolta que ficou conhecida por Vésperas sicilianas.
- 1595 — A Expedição Pernambucana de Lancaster, foi um ataque militar inglês, durante a Guerra Anglo-Espanhola, cujo objetivo foi o saque do porto do Recife, no Estado do Brasil, possessão colonial de Portugal. Na época Portugal estava sob a União Ibérica, uma união pessoal entre as monarquias da Península Ibérica.
- 1699 — Guru Gobind Singh estabelece o Khalsa na região de Panjabe, Império Mogol (Índia).
- 1814 — Guerras Napoleônicas: as forças armadas da Sexta Coalizão sob o comando de Carlos Filipe, Príncipe de Schwarzenberg e Gebhard Leberecht von Blücher assaltam as colinas de Montmartre na Batalha de Paris. À tarde, os defensores franceses renderam-se sob o comando de Auguste de Marmont. Isso permite que os aliados marchem para a capital na guerra contra Napoleão.
- 1842 — O éter etílico, como um anestésico, é utilizado pela primeira vez em uma cirurgia pelo Dr Crawford Long.
- 1856 — O Tratado de Paris é assinado, encerrando com a Guerra da Crimeia.
- 1861 — Descoberta dos elementos químicos: William Crookes anuncia sua descoberta do tálio.
- 1863 — O Príncipe Guilherme da Dinamarca torna-se o primeiro monarca da nova dinastia grega como Jorge I da Grécia.
- 1867 — O território russo do Alasca é comprado por 7,2 milhões de dólares americanos, cerca de 2 centavos/acre ($4,19/km²), pelo Secretário de Estado dos Estados Unidos William H. Seward.
- 1885 — A Batalha de Kushka desencadeia o incidente de Panjdeh, que quase dá origem à guerra entre o Império Russo e o Império Britânico.
- 1900 — Arqueólogos em Knossos, Creta, descobrem a primeira tabuinha de argila com escrita hieroglífica em uma escrita posteriormente chamada de Linear B.
- 1912 — O sultão Mulei Abdal Hafide assina o Tratado de Fez, tornando Marrocos um protetorado francês.
- 1919 — É nomeado em Portugal o 20.º governo republicano, chefiado pelo presidente do Ministério Domingos Pereira.
- 1922 — Gago Coutinho e Sacadura Cabral fazem a primeira travessia aérea do Atlântico Sul.
- 1939
  - O escritor Bill Finger e o desenhista Bob Kane criam o personagem Batman, que é apresentado ao mundo no número 27 da revista Detective Comics.
  - O caça Heinkel He 100 bate o recorde mundial de velocidade no ar de 745 km/h.
- 1940 — Segunda Guerra Sino-Japonesa: o Japão declara Nanquim a capital do novo governo fantoche chinês, nominalmente controlado por Wang Jingwei.
- 1944 — Segunda Guerra Mundial: os bombardeiros aliados conduzem seu mais severo ataque aéreo em Sófia, Bulgária.
- 1945
  - Segunda Guerra Mundial: as forças da União Soviética invadem a Áustria e ocupam Viena, as forças polonesas e soviéticas liberam Gdańsk.
  - O Brasil estabelece relações diplomáticas com a União Soviética.
- 1959 — Tenzin Gyatso, o 14.º Dalai-lama, foge do Tibete para a Índia.
- 1961 — Assinada a Convenção Única sobre Entorpecentes em Nova Iorque.
- 1965 — Guerra do Vietnã: um carro-bomba explode em frente à embaixada dos Estados Unidos em Saigon, matando 22 pessoas e ferindo outras 183.
- 1976 — Os primeiros protestos do Dia da Terra são realizados em Israel/Palestina.
- 1981 — Ronald Reagan, presidente dos Estados Unidos, é baleado em atentado, em Washington, D.C, por John Hinckley Jr.; três outros são feridos no mesmo incidente.
- 1982 — Completada a missão STS-3 com o pouso do Columbia no Campo de Teste de Mísseis de White Sands, Novo México.
- 1994 — Guerra Civil Iugoslava: Acordo entre croatas e sérvios separatistas, para um cessar-fogo supervisionado pela ONU.
- 2006 — A bordo da Soyuz TMA-8, em uma missão para a Estação Espacial Internacional, Marcos Pontes torna-se o primeiro brasileiro e primeiro lusófono a ir para o espaço.
- 2010 — Inauguração da Ponte Estaiada João Isidoro França projetada para as comemorações dos 150 anos de Teresina.
- 2017 — SpaceX conduz o primeiro veículo de lançamento reutilizável do mundo de um foguete de classe orbital.
- 2018 — O exército israelense matou 17 palestinos e feriu 1 400 em Gaza durante os protestos do Dia da Terra.[1]
- 2022 — Descoberta pelo telescópio Hubble, WHL0137-LS, é a estrela mais distante já conhecida, com 12,9 bilhões de anos-luz da Terra.[2]
- 2023 — A Finlândia se torna o trigésimo-primeiro país a aderir a OTAN após a Turquia aprovar a entrada do país na organização.[3]

## Nascimentos

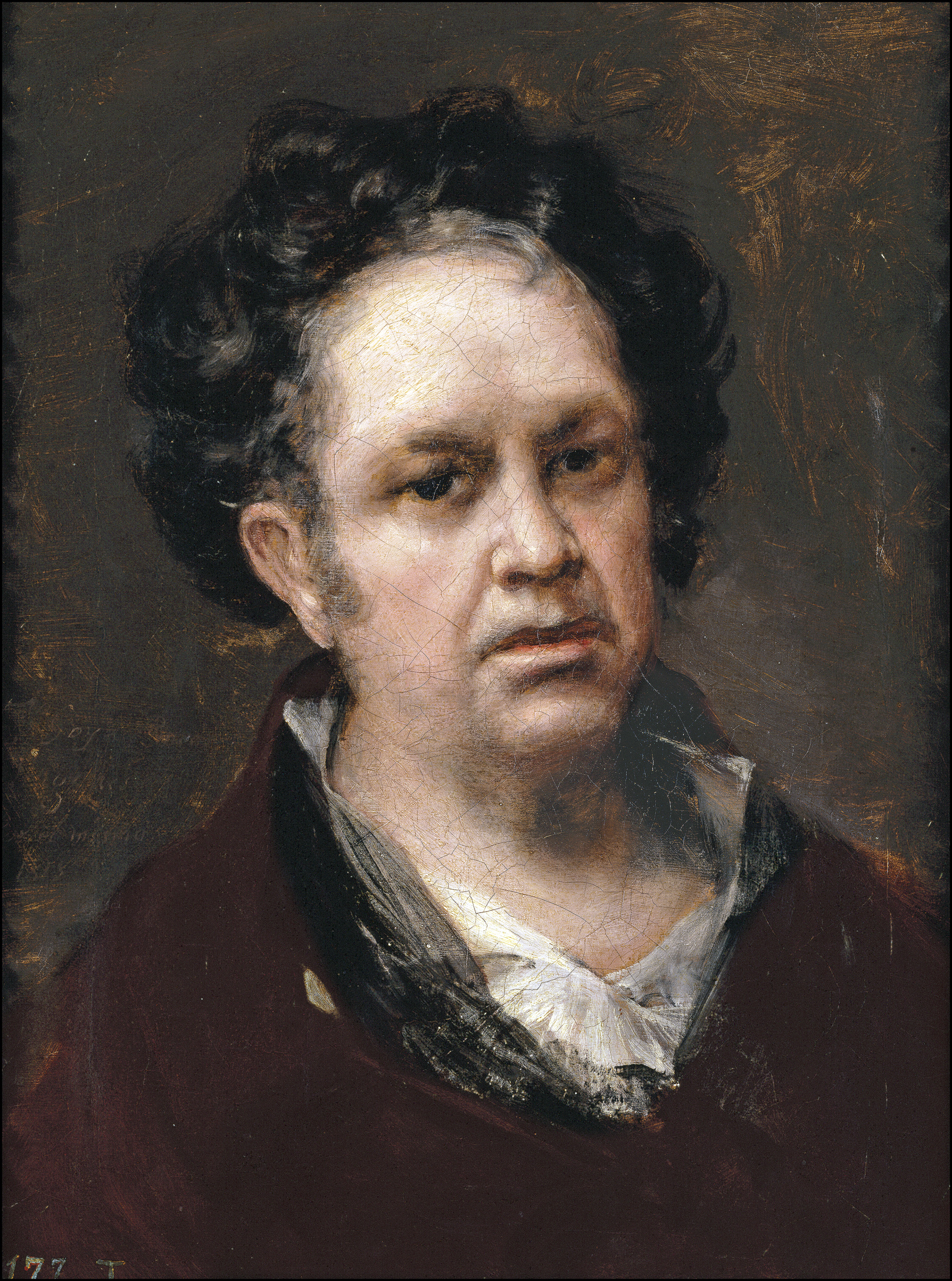
Francisco de Goya

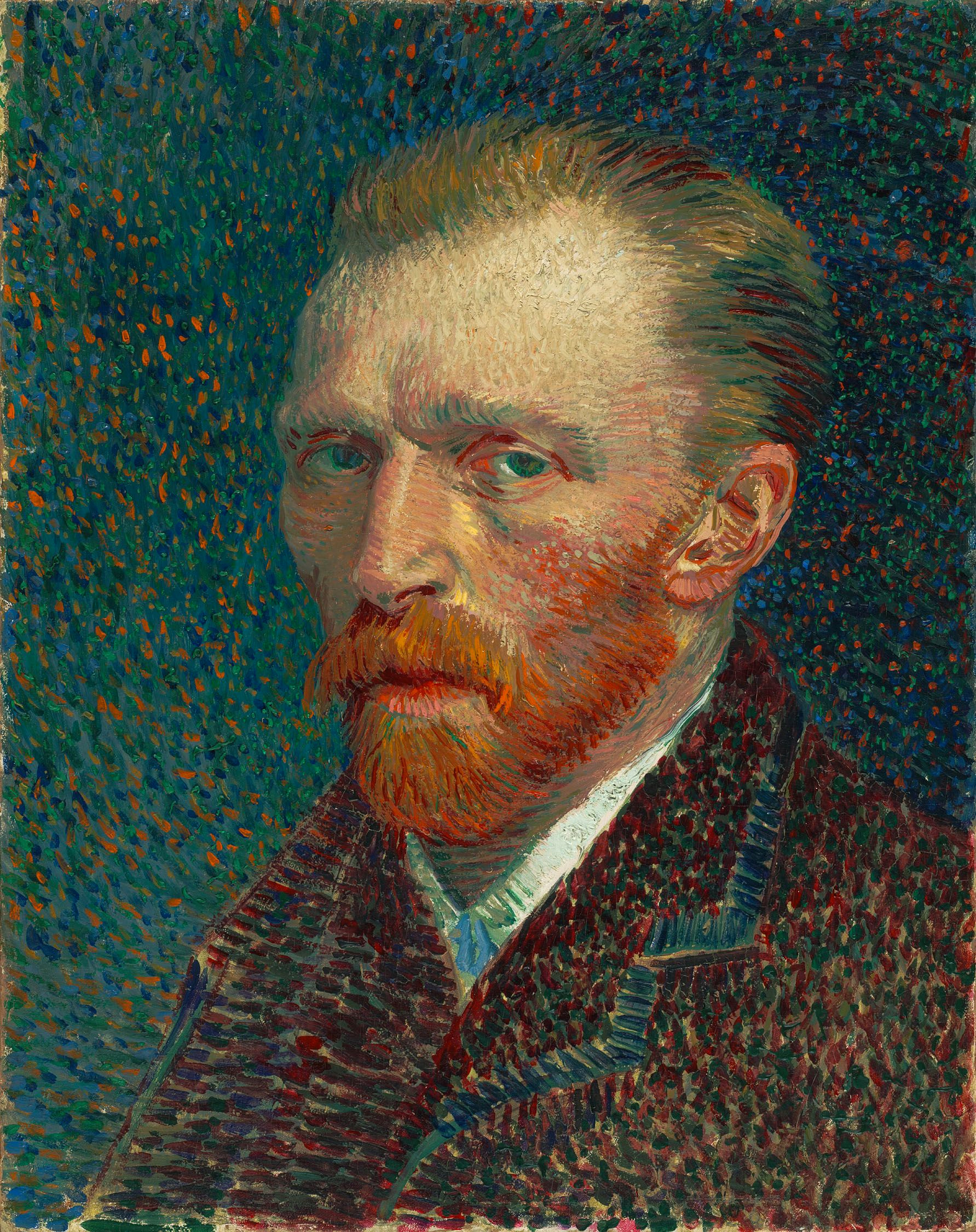
Vincent van Gogh

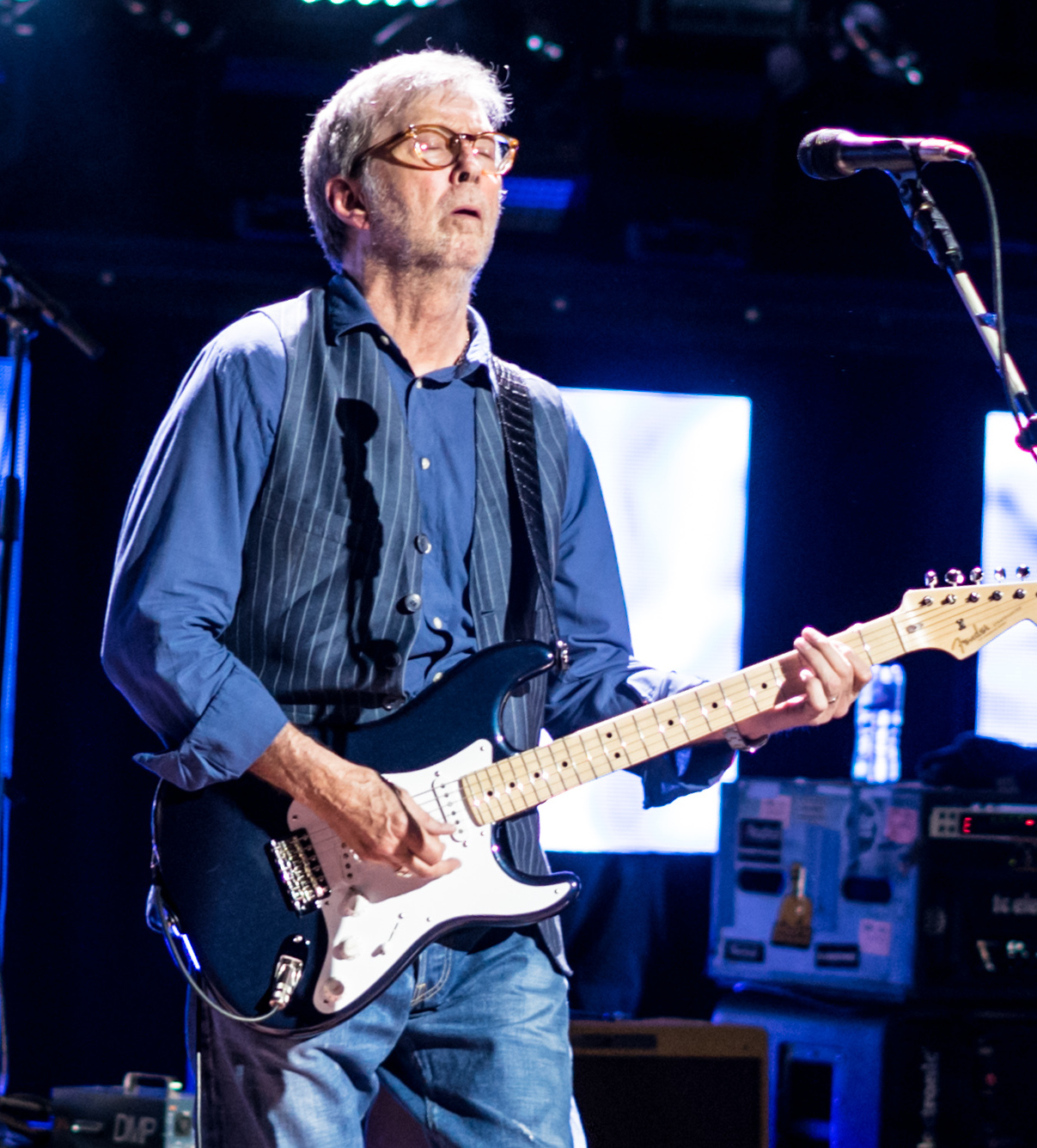
Eric Clapton

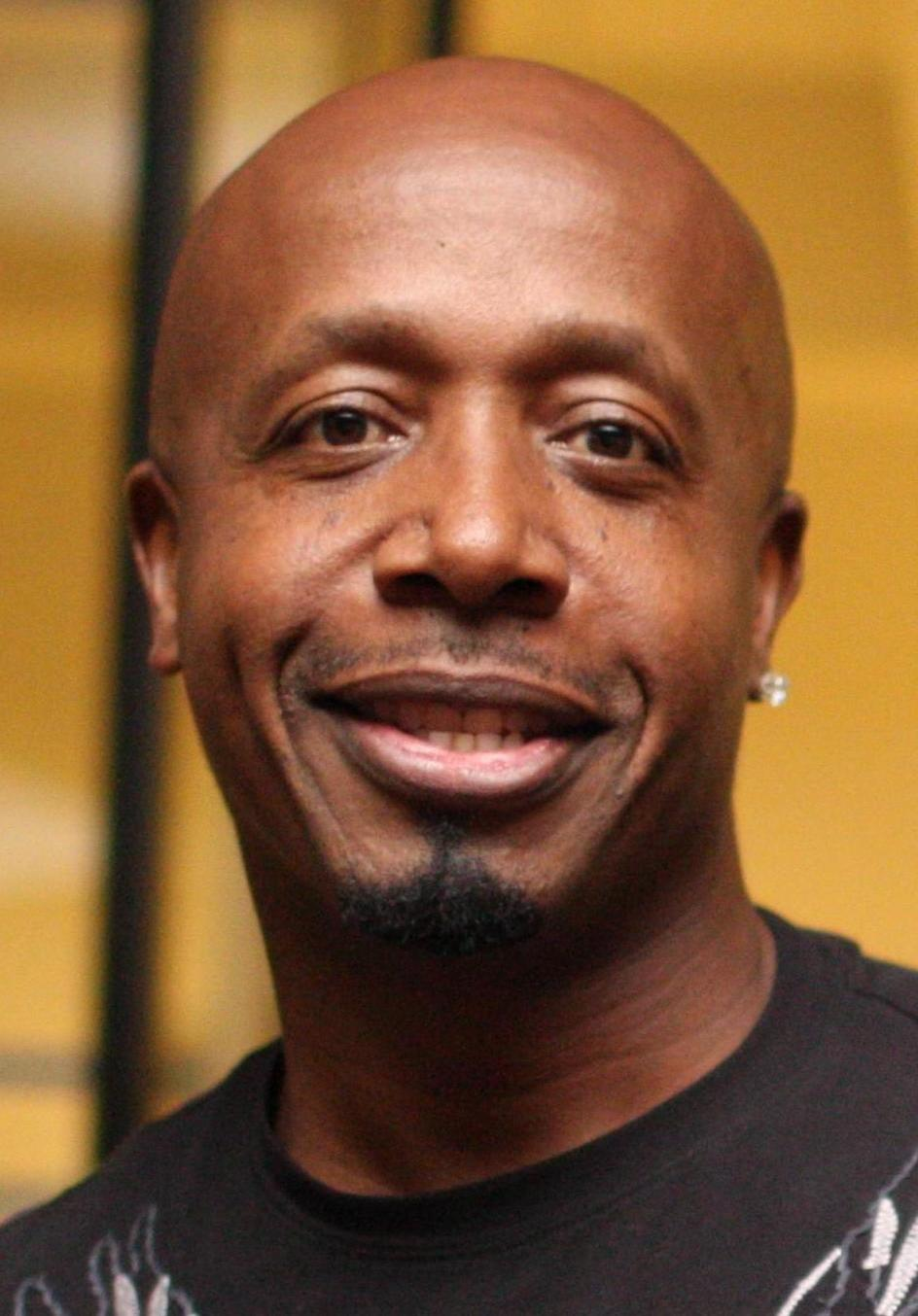
MC Hammer

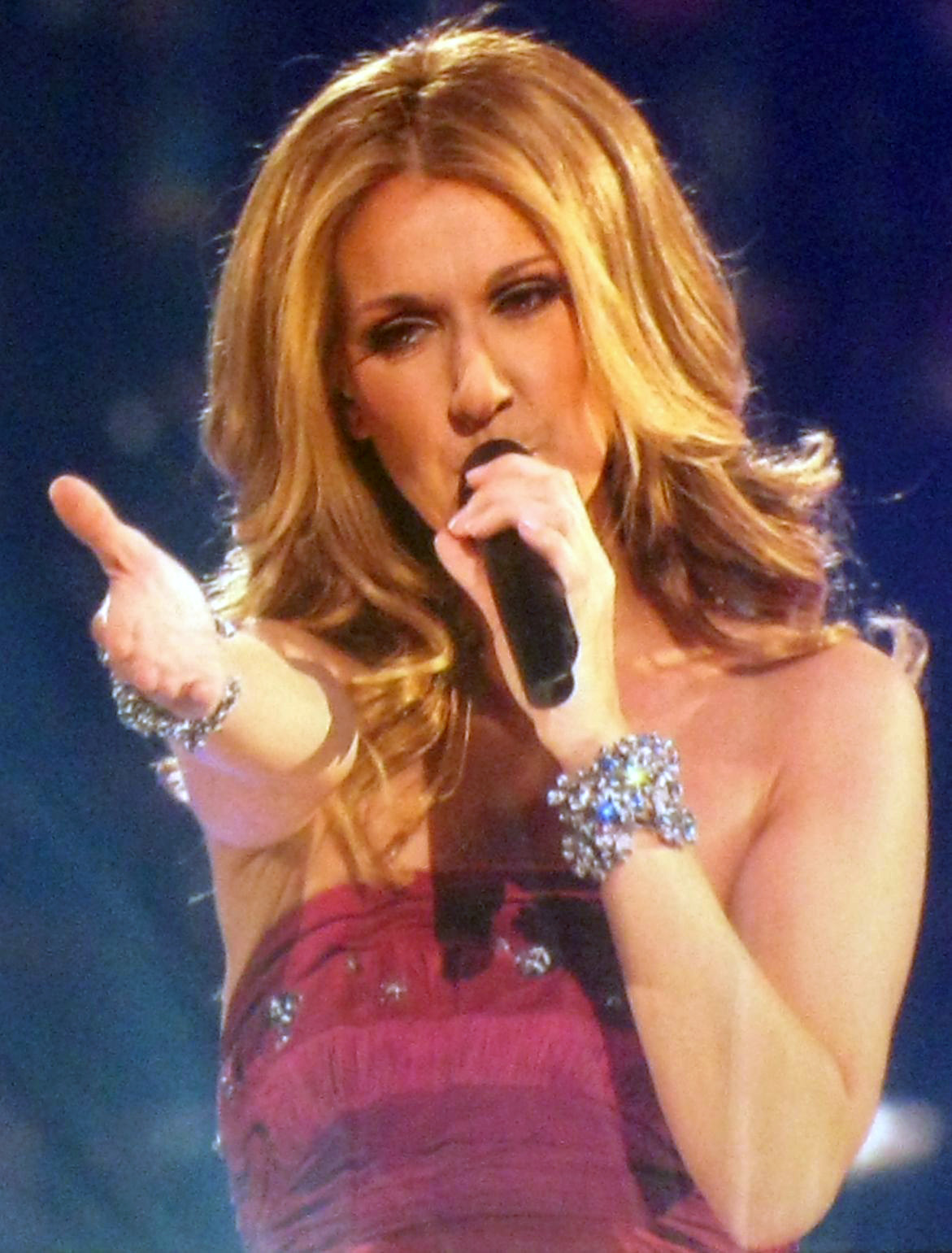
Céline Dion

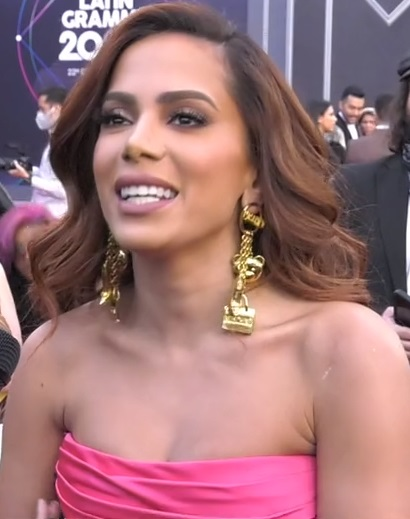
Anitta

### Anterior ao século XIX
- 1135 — Maimônides, rabino e filósofo espanhol (m. 1204).
- 1326 — Ivã II de Moscou (m. 1359).
- 1432 — Maomé II, o Conquistador, sultão otomano (m. 1481).
- 1475 — Isabel de Culemborg, nobre neerlandesa (m. 1555).
- 1605 — Duarte de Bragança, senhor de Vila do Conde (m. 1649).
- 1606 — Vincentio Reinieri, matemático e astrônomo italiano (m. 1647).
- 1622 — Mary Stewart, Duquesa de Richmond e Lennox (m. 1685).
- 1727 — Tommaso Traetta, compositor e educador italiano (m. 1779).
- 1746 — Francisco de Goya, pintor e escultor hispano-francês (m. 1828).
- 1750 — John Stafford Smith, organista e compositor britânico (m. 1836).
- 1754 — Jean-François Pilâtre de Rozier, químico francês (m. 1785).
- 1788 — Rodrigo Pinto Pizarro, político português (m. 1841).
- 1793 — Juan Manuel de Rosas, soldado e político argentino (m. 1877).

### Século XIX
- 1814 — William Woolls, botânico britânico (m. 1893).
- 1820
  - Anna Sewell, escritora britânica (m. 1878).
  - João Pedro Dias Vieira, magistrado e político brasileiro (m. 1870).
- 1828 — Olegário Herculano de Aquino e Castro, magistrado e historiógrafo brasileiro (m. 1906).
- 1842 — John Fiske, filósofo e historiador estado-unidense (m. 1901).
- 1844
  - Paul Verlaine, poeta francês (m. 1896).
  - Francisco Gonçalves da Silva Barreiros, político brasileiro (m. ?).
- 1853
  - Vincent van Gogh, pintor e ilustrador neerlandês-francês (m. 1890).
  - José de Amorim Salgado, magistrado brasileiro (m. ?).
- 1856 — João Mendes de Almeida Júnior, jurista e ministro brasileiro (m. 1923).
- 1857 — Léon Charles Thévenin, engenheiro francês (m. 1926).
- 1859 — Adelino Fontoura, poeta e ator brasileiro (m. 1884).
- 1863
  - Mary Whiton Calkins, filósofa e psicóloga americana (m. 1930).
  - Joseph Caillaux, político francês (m. 1944).
- 1864
  - John Montagu-Douglas-Scott, nobre britânico (m. 1935).
  - Franz Oppenheimer, sociólogo e economista teuto-americano (m. 1943).
- 1865
  - Samuel Rhea Gammon, religioso brasileiro (m. 1928).
  - João Pinho, político brasileiro (m. 1922).
  - Heinrich Rubens, físico alemão (m. 1922).
- 1868 — Koloman Moser, decorador austríaco (m. 1918).
- 1874
  - Charles Lightoller, marinheiro britânico (m. 1952).
  - Josiah McCracken, lançador de martelo, arremessador de peso e jogador de futebol americano (m. 1962).
  - Nicolae Rădescu, general e político romeno (m. 1953).
  - Rodolfo Crespi, empresário brasileiro (m. 1939).
- 1875 — Thomas Xenakis, ginasta greco-americano (m. 1942).
- 1880 — Seán O'Casey, dramaturgo e memorialista irlandês (m. 1964).
- 1882 — Melanie Klein, psicóloga e escritora austro-britânica (m. 1960).
- 1886 — Henry Lehrman, ator, roteirista, produtor e diretor estado-unidense (m. 1946).
- 1892
  - Erwin Panofsky, historiador e acadêmico alemão (m. 1968).
  - Stefan Banach, matemático polonês (m. 1945).
  - Erhard Milch, marechal de campo alemão (m. 1972).
- 1894
  - Thomas Green, atleta americano (m. 1975).
  - Sergey Ilyushin, engenheiro russo (m. 1977).
- 1895 — Jean Giono, escritor e poeta francês (m. 1970).
- 1900
  - María Moliner, bibliotecária e lexicógrafa espanhola (m. 1981).
  - Santos Urdinarán, futebolista uruguaio (m. 1979).

### Século XX

#### 1901–1950
- 1904
  - Alexandrina Maria da Costa, beata portuguesa (m. 1955).
  - Hermes Carleial, poeta e escritor brasileiro (m. 1954).
  - Edgar P. Jacobs, desenhista belga (m. 1987).
- 1905
  - Mikio Oda, atleta e acadêmico japonês (m. 1998).
  - Albert Pierrepoint, carrasco britânico (m. 1992).
  - Hérib Campos Cervera, poeta e escritor paraguaio (m. 1960).
- 1906 — Raymond Bru, esgrimista belga (m. 1989).
- 1907 — Friedrich August Freiherr von der Heydte, general alemão (m. 1994).
- 1909 — Ernst Gombrich, historiador austríaco (m. 2001).
- 1910
  - João Clímaco d'Almeida, político brasileiro (m. 1995).
  - Peter Hirt, automobilista suíço (m. 1992).
- 1913
  - Marc Davis, animador americano (m. 2000).
  - Richard Helms, soldado e diplomata americano (m. 2002).
  - Frankie Laine, cantor e compositor estado-unidense (m. 2007).
  - Rudolf Noack, futebolista alemão (m. 1947).
- 1914 — Sonny Boy Williamson, cantor, compositor e tocador de gaita americano (m. 1948).
- 1915
  - Alberto Gaudêncio Ramos, religioso brasileiro (m. 1991).
  - Arsenio Erico, futebolista paraguaio (m. 1977).
  - Pietro Ingrao, jornalista e político italiano (m. 2015).
- 1916 — Armando Círio, arcebispo brasileiro (m. 2014).
- 1917 — Edmond Amran El Maleh, escritor marroquino (m. 2010).
- 1919 — McGeorge Bundy, acadêmico e político norte-americano (m. 1996).
- 1921 — Kan Ishii, compositor japonês (m. 2009).
- 1922
  - Turhan Bey, ator americano (m. 2012).
  - Virgilio Noè, religioso italiano (m. 2011).
  - Arthur Wightman, físico e acadêmico estado-unidense (m. 2013).
- 1926
  - Ingvar Kamprad, empresário sueco (m. 2018).
  - Thiago de Mello, poeta brasileiro (m. 2022).
  - Ray McAnally, ator irlandês (m. 1989).
- 1928
  - Robert Badinter, advogado e político francês (m. 2024).
  - Tom Sharpe, escritor e educador anglo-espanhol (m. 2013).
  - João Corso, religioso brasileiro (m. 2014).
  - Albano Vizotto Filho, pintor e escultor brasileiro (m. 2002).
- 1929 — Richard Dysart, ator americano (m. 2015).
- 1930
  - John Astin, ator estado-unidense.
  - Rolf Harris, cantor e compositor australiano (m. 2023).
  - Jaime Barcelos, ator brasileiro (m. 1980).
- 1931 — Roger Brunet, geógrafo francês.
- 1933
  - Jean-Claude Brialy, ator e diretor francês (m. 2007).
  - Joe Ruby, animador americano (m. 2020).
  - Rubén Navarro, futebolista e treinador de futebol argentino (m. 2003).
- 1934 — Hans Hollein, arquiteto e acadêmico austríaco (m. 2014).
- 1935 — John Eaton, compositor estado-unidense (m. 2015).
- 1936 — Pereira Leite, juiz brasileiro (m. 1992).
- 1937
  - Warren Beatty, ator, produtor, diretor e roteirista estado-unidense.
  - Zé Celso, ator e diretor brasileiro de teatro (m. 2023).
- 1938 — Klaus Schwab, economista e engenheiro alemão.
- 1939 — Robert Herbin, futebolista e treinador de futebol francês (m. 2020).
- 1940
  - Jerry Lucas, ex-jogador e treinador de basquete americano.
  - Uwe Timm, escritor alemão (m. 2014).
- 1942
  - Edmundo Souto, compositor, violonista, escritor e arquiteto brasileiro.
  - Shin Yung-kyoo, futebolista norte-coreano (m. 1996).
  - Jan Olsson, ex-futebolista sueco.
- 1943 — José Vantolrá, ex-futebolista mexicano.
- 1944
  - Gerrit Komrij, escritor, poeta e dramaturgo neerlandês (m. 2012).
  - Gabrielle Drake, atriz britânica.
- 1945
  - Eric Clapton, guitarrista, cantor e compositor britânico.
  - Ronald Mallett, físico estado-unidense.
- 1946 — Dori Ghezzi, cantora italiana.
- 1947 — Jaime Vieira Rocha, religioso brasileiro.
- 1948
  - Mervyn Allister King, economista e acadêmico britânico.
  - Naomi Sims, modelo e escritora americana (m. 2009).
  - Lílian Knapp, cantora brasileira (m. 2025)
  - Mary Terezinha, cantora, compositora e acordeonista brasileira (m. 2025).
  - Eddie Jordan, automobilista e proprietário de equipe irlandês (m. 2025)
  - Biri Biri, futebolista gambiano (m. 2020).
- 1949
  - Luiz Antônio Fleury Filho, político brasileiro (m. 2022).
  - Antoninho Trevisan, empresário brasileiro.
- 1950
  - Robbie Coltrane, ator britânico (m. 2022).
  - Lucila Nogueira, escritora brasileira (m. 2016).
  - Wilner Nazaire, ex-futebolista haitiano.
  - Wal Torres, sexóloga brasileira (m. 2019).
  - Oliveira Andrade, narrador e apresentador brasileiro.

#### 1951–2000
- 1951
  - Marcelo Panguana, escritor e jornalista moçambicano.
  - Klaus-Jürgen Grünke, ex-ciclista alemão.
- 1952
  - Ada Chaseliov, atriz brasileira (m. 2015).
  - Jose Fuerte Advincula, cardeal filipino.
- 1953
  - Mieczysław Kasprzak, político polonês.
  - Nelo Vingada, treinador de futebol português.
- 1954
  - Rosi Campos, atriz brasileira.
  - Denise Saraceni, diretora de televisão brasileira.
- 1955 — Randy VanWarmer, cantor, compositor e guitarrista norte-americano (m. 2004).
- 1956 — Fábio Junqueira, ator e diretor brasileiro (m. 2008).
- 1957
  - Paul Reiser, ator e comediante estado-unidense.
  - Yelena Kondakova, ex-cosmonauta russa.
  - Péter Hannich, ex-futebolista húngaro.
- 1958
  - Maurice LaMarche, dublador, ator e humorista canadense.
  - Mike Rotunda, ex-wrestler estado-unidense.
  - Ive Jerolimov, ex-futebolista croata.
- 1959
  - Sabine Meyer, clarinetista alemã.
  - Gerard Plessers, ex-futebolista belga.
- 1960
  - Péter Disztl, ex-futebolista húngaro.
  - Fernanda Lobo, atriz brasileira (m. 2011).
- 1961
  - Bi Ribeiro, músico brasileiro.
  - Mike Thackwell, ex-automobilista neozelandês.
- 1962
  - MC Hammer, rapper e ator estado-unidense.
  - Gary A. Stevens, ex-futebolista e treinador de futebol britânico.
  - Mark Begich, político estado-unidense.
  - Andrew Russell, 15.º Duque de Bedford.
  - Manuel Matias, ex-atleta português.
- 1963
  - Aleksey Mikhaylichenko, ex-futebolista e treinador de futebol ucraniano.
  - Panagiotis Tsalouchidis, ex-futebolista grego.
  - Tsakhiagiin Elbegdorj, jornalista e político mongol.
- 1964
  - Tracy Chapman, cantora e compositora estado-unidense.
  - Ian Ziering, ator estado-unidense.
  - Vera Zimmermann, atriz brasileira.
- 1965
  - Piers Morgan, jornalista e apresentador de talk show britânico.
  - Juliet Landau, atriz estado-unidense.
- 1966
  - Leonid Voloshin, ex-atleta russo.
  - Joey Castillo, músico estado-unidense.
- 1967
  - Christopher Bowman, patinador artístico estado-unidense (m. 2008).
  - Giuliana Morrone, jornalista brasileira.
  - Megumi Hayashibara, dubladora e cantora japonesa.
- 1968
  - Céline Dion, cantora canadense.
  - Deise Nunes, apresentadora de TV e modelo brasileira.
  - Gilson Kleina, treinador de futebol brasileiro.
- 1969 — Troy Bayliss, ex-motociclista australiano.
- 1970
  - Rodrigo Barrera, ex-futebolista chileno.
  - Stéphane Ortelli, automobilista monegasco.
  - Eduardo Baptista, treinador de futebol brasileiro.
  - Ronen Harazi, ex-futebolista israelense.
- 1971
  - Mari Holden, ciclista americana.
  - Mark Consuelos, ator e personalidade da televisão americano.
- 1972
  - Mili Avital, atriz israelense-americana.
  - Karel Poborský, ex-futebolista tcheco.
  - John Harold Lozano, ex-futebolista colombiano.
  - Geovania de Sá, política e administradora brasileira.
  - Emerson Thome, ex-futebolista brasileiro.
  - Harlei de Menezes Silva, ex-futebolista brasileiro.
  - Loïc Serra, engenheiro automobilístico francês.
- 1973
  - Jan Koller, ex-futebolista tcheco.
  - Adam Goldstein, tecladista, DJ e produtor estado-unidense (m. 2009).
- 1974
  - Tomislav Butina, ex-futebolista croata.
  - Alexandre Carlo, cantor e compositor brasileiro.
- 1975 — Franck Jurietti, ex-futebolista francês.
- 1976
  - Obadele Thompson, ex-velocista barbadense.
  - Hamilton de Holanda, músico brasileiro.
  - Bernardo Corradi, ex-futebolista italiano.
  - Cabo Daciolo, bombeiro militar e político brasileiro.
- 1977
  - Marc Gicquel, ex-tenista francês.
  - Rupert Evans, ator britânico.
- 1978
  - Chris Paterson, ex-jogador e treinador de rúgbi britânico.
  - Christoph Spycher, ex-futebolista suíço.
  - Vasco Gato, poeta português.
  - Édouard Cissé, ex-futebolista francês.
- 1979
  - Anatoliy Tymoshchuk, ex-futebolista ucraniano.
  - Élvis, ex-futebolista brasileiro.
  - Norah Jones, cantora, compositora e pianista estado-unidense.
  - Daniel Arenas, ator colombiano.
  - Simon Webbe, cantor britânico.
  - Jose Pablo Cantillo, ator estado-unidense.
  - Stéphane Grichting, ex-futebolista suíço.
  - Elinton Andrade, ex-futebolista brasileiro.
  - Sean Garrett, cantor e rapper estado-unidense.
- 1980
  - Ricardo Osorio, ex-futebolista mexicano.
  - Bibiano Fernandes, lutador brasileiro.
- 1981
  - Jammal Brown, ex-jogador de futebol americano estado-unidense.
  - Mahicon Librelato, futebolista brasileiro (m. 2002).
  - Fábio Oliveira, ex-futebolista brasileiro-togolês.
- 1982
  - Jason Dohring, ator estado-unidense.
  - Philippe Mexès, ex-futebolista francês.
  - Gustavo Canales, ex-futebolista chileno.
  - Teresa Villa-Lobos, cantora portuguesa.
- 1983
  - Jérémie Aliadière, ex-futebolista francês.
  - Sarah Stevenson, lutadora britânica.
  - Fabien Sanchez, ex-ciclista francês.
- 1984
  - Mario Ančić, ex-tenista croata.
  - Anna Nalick, cantora estado-unidense.
  - Samantha Stosur, ex-tenista australiana.
  - Marcos Tavares, ex-futebolista brasileiro.
  - Helena Mattsson, atriz sueca.
- 1985
  - Giacomo Ricci, ex-automobilista italiano.
  - Filipe Duarte, futebolista macaense.
- 1986
  - Beni, cantora japonesa.
  - Sergio Ramos, futebolista espanhol.
- 1987
  - Trent Barreta, wrestler estado-unidense.
  - Aziz Bouhaddouz, ex-futebolista marroquino.
  - Hernán Galíndez, futebolista equatoriano.
- 1988
  - Richard Sherman, jogador de futebol americano estado-unidense.
  - Alessandro Felipe Oltramari, futebolista brasileiro.
  - Andrés Matonte, árbitro de futebol uruguaio.
- 1989 — João Sousa, ex-tenista português.
- 1990
  - Thomas Rhett, cantor e compositor americano.
  - Cassie Scerbo, atriz estado-unidense.
  - Emmanuel Mendy, ex-futebolista guineense.
  - Leandro Luis Desábato, futebolista argentino.
- 1991
  - Roderick Miranda, futebolista português.
  - Gilles Sunu, futebolista francês.
- 1992
  - Enrique Gil, ator e dançarino filipino.
  - Johnny Walker, lutador brasileiro de artes marciais mistas.
- 1993
  - Anitta, cantora brasileira.
  - Valerio Conti, ciclista italiano.
  - Emina Bektas, tenista norte-americana.
  - Casper von Folsach, ciclista dinamarquês.
  - Álvaro Lemos, futebolista espanhol.
- 1994
  - Jetro Willems, futebolista neerlandês.
  - Donatas Tarolis, jogador de basquete lituano.
  - L7nnon, rapper e compositor brasileiro.
- 1995 — Simone Ashley, atriz britânica.
- 1996 — Nayef Aguerd, futebolista marroquino.
- 1997
  - Astemir Gordyushenko, futebolista russo.
  - Bruno Tabata, futebolista brasileiro.
  - Cha Eun-woo, cantor, atore modelo sul-coreano.
  - Igor Zubeldia, futebolista espanhol.
- 1999
  - Wesley Ribeiro Silva, futebolista brasileiro.
  - Jota Filipe, futebolista português.
- 2000 — Colton Herta, automobilista estado-unidense.

### Século XXI
- 2001 — Anastasia Potapova, tenista russa.

## Mortes

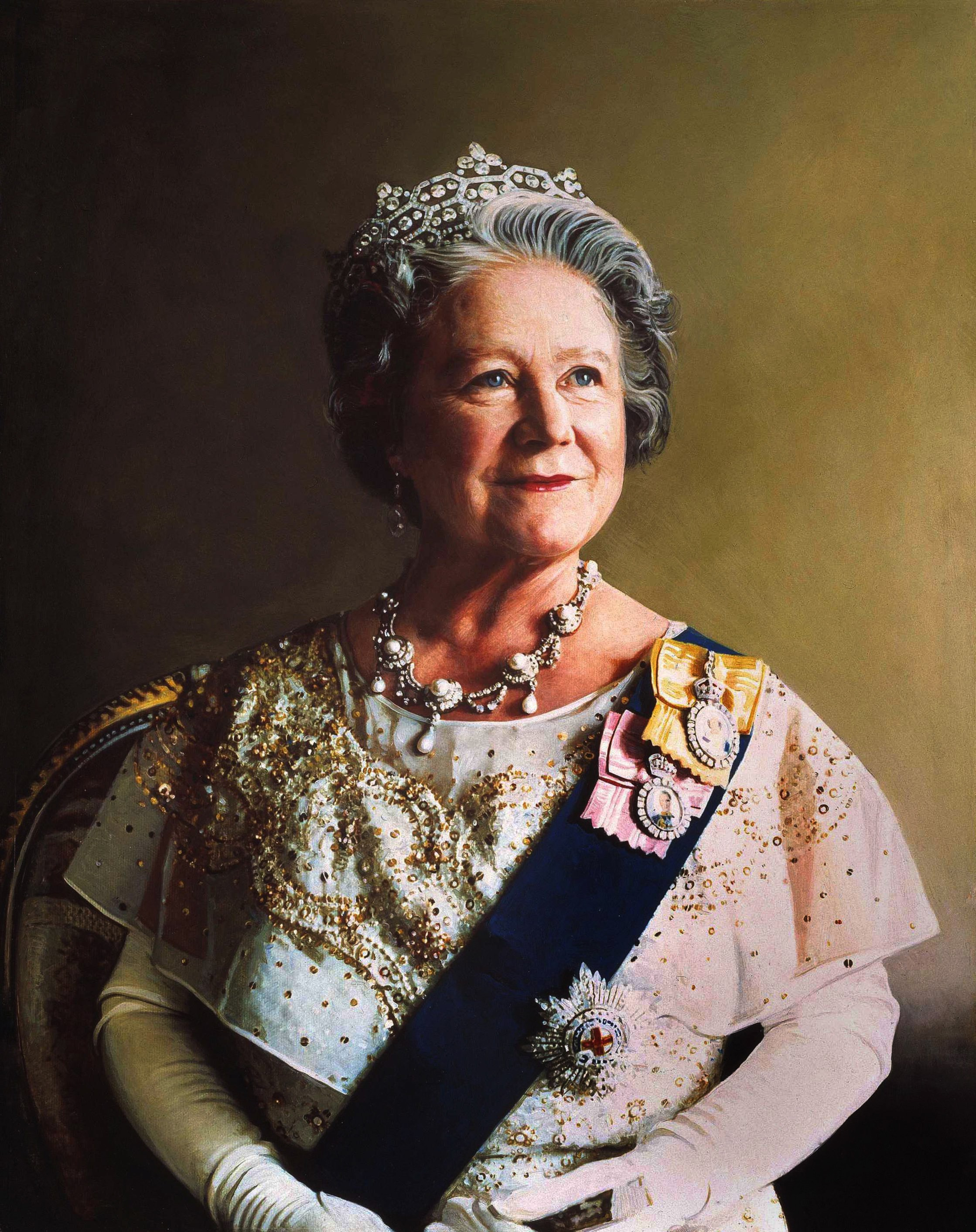
Isabel Bowes-Lyon

### Anterior ao século XIX
- 0116 — Quirino de Neuss, mártir e santo romano (n. ?).
- 0365 — Aidi de Jin, imperador da dinastia Jin (n. 341).
- 0987 — Arnulfo II da Flandres (n. 960).
- 1180 — Almostadi, califa abássida (n. 1142).
- 1185 — Beatriz de Rethel, rainha consorte da Sicília (n. 1131).
- 1202 — Joaquim de Fiore, místico e teólogo italiano (n. 1135).
- 1237 — Joana de Gales, senhora de Gales e de Snowdon (n. c. 1190).
- 1465 — Isabel de Clermont, rainha consorte de Nápoles (n. 1424).
- 1472 — Amadeu IX, Duque de Saboia (n. 1435).
- 1519 — Branca de Monferrato, duquesa de Saboia (n. 1472).
- 1526 — Mutianus Rufus, humanista alemão (n. 1471).
- 1559 — Adam Ries, matemático e acadêmico alemão (n. 1492).
- 1689 — Kazimierz Łyszczyński, filósofo polonês (n. 1634).
- 1707 — Sébastien Le Prestre de Vauban, general e engenheiro francês (n. 1633).
- 1709 — Fernão Pais de Barros, sertanista brasileiro (n. ?).
- 1783 — William Hunter, anatomista e médico britânico (n. 1718).
- 1787 — Ana Amália da Prússia, princesa prussiana (n. 1723).
- 1790 — Eusébio Luciano Gomes da Silva, religioso português (n. 1763).
- 1796 — Augusta Guilhermina de Hesse-Darmstadt, nobre alemã (n. 1765).

### Século XIX
- 1806 — Georgiana Cavendish, Duquesa de Devonshire (n. 1757).
- 1810 — Luigi Lanzi, historiador da arte, filólogo e arqueólogo italiano (n. 1732).
- 1824 — Elizabeth Cavendish, duquesa de Devonshire (n. 1759).
- 1830 — Luís I, Grão-Duque de Baden (n. 1763).
- 1834 — Rudolph Ackermann, inventor e editor alemão (n. 1764).
- 1835 — William George Maton, médico e botânico britânico (n. 1744).
- 1840 — Beau Brummell, designer de moda anglo-francês (n. 1778).
- 1842 — Élisabeth-Louise Vigée-Le Brun, pintora francesa (n. 1755).
- 1852
  - Pedro Pablo Bermúdez, militar e político peruano (n. 1793).
  - Étienne Fiacre Louis Raoul, naturalista francês (n. 1815).
- 1855 — Carlos de Bourbon, Conde de Molina (n. 1788).
- 1859 — Charles C. Stratton, político estado-unidense (n. 1796).
- 1862 — João José de Araújo Gomes, nobre brasileiro (n. 1791).
- 1863 — Auguste Bravais, físico francês (n. 1811).
- 1871 — Luísa dos Países Baixos (n. 1828).
- 1873 — Bénédict Morel, psiquiatra e médico austríaco-francês (n. 1809).
- 1874 — Estêvão José da Rocha, militar brasileiro (n. 1805).
- 1876 — Antônio Vale Caldre Fião, escritor e político brasileiro (n. 1824).
- 1879 — Thomas Couture, pintor e educador francês (n. 1815).
- 1894 — Rodrigo da Costa Carvalho, empresário português (n. 1818).
- 1895 — Frederick Beauchamp Seymour, almirante britânico (n. 1821).
- 1896 — Charílaos Trikúpis, político grego (n. 1832).

### Século XX
- 1904 — José Luís Cardoso de Sales Filho, diplomata brasileiro (n. 1840).
- 1912 — Karl May, escritor alemão (n. 1842).
- 1914 — John Henry Poynting, físico britânico (n. 1852).
- 1921 — Franz Benque, fotógrafo alemão (n. 1841).
- 1924 — Francisco Acácio Correia, político brasileiro (n. 1842).
- 1925 — Rudolf Steiner, filósofo e escritor austríaco (n. 1861).
- 1926 — Narcisse Théophile Patouillard, micólogo francês (n. 1854).
- 1933 — José Silvério Horta, religioso brasileiro (n. 1859).
- 1936 — Abraham Langlet, químico sueco (n. 1868).
- 1947 — Joaquim Antônio de Almeida, religioso brasileiro (n. 1868).
- 1949
  - Friedrich Bergius, químico e acadêmico alemão, ganhador do Prêmio Nobel (n. 1884).
  - Haroldo da Dinamarca (n. 1876).
- 1950 — Léon Blum, advogado e político francês (n. 1872).
- 1952 — Jigme Wangchuck, rei butanês (n. 1905).
- 1954 — Fritz London, físico estado-unidense (n. 1900).
- 1957 — Max Amann, militar e político alemão (n. 1891).
- 1961 — Mengistsu Neway, militar etíope (n. 1919).
- 1964 — Nella Larsen, enfermeira e escritora americana (n. 1891).
- 1965 — Philip Showalter Hench, médico e acadêmico americano, ganhador do Prêmio Nobel (n. 1896).
- 1966
  - Maxfield Parrish, pintor e ilustrador estado-unidense (n. 1870).
  - Erwin Piscator, diretor e produtor teatral alemão (n. 1893).
  - Daniel Serapião de Carvalho, político brasileiro (n. 1887).
- 1968 — Bobby Driscoll, ator estado-unidense (n. 1937).
- 1969 — Lucien Bianchi, automobilista belga (n. 1934).
- 1970 — Heinrich Brüning, economista e político alemão (n. 1885).
- 1973 — Yves Giraud-Cabantous, automobilista francês (n. 1904).
- 1979 — José María Velasco Ibarra, político equatoriano (n. 1893).
- 1984
  - Karl Rahner, padre e teólogo teuto-austríaco (n. 1904).
  - Levindo Ozanam Coelho, político brasileiro (n. 1914).
- 1986 — James Cagney, ator e dançarino estado-unidense (n. 1899).
- 1988 — Edgar Faure, historiador e político francês (n. 1908).
- 1991 — Ivete Bonfá, atriz brasileira (n. 1940).
- 1993 — Andrée Brunet, patinadora artística francesa (n. 1901).
- 1995 — Paul A. Rothchild, produtor de discos estado-unidense (n. 1935).
- 1999 — Igor Netto, futebolista soviético (n. 1930).
- 2000 — Rudolf Kirchschläger, juiz e político austríaco (n. 1915).

### Século XXI
- 2002
  - Isabel Bowes-Lyon, rainha consorte do Reino Unido (n. 1900).
  - Josaphat Marinho, político brasileiro (n. 1915).
- 2003 — Michael Jeter, ator americano (n. 1952).
- 2004 — Alistair Cooke, jornalista e escritor anglo-americano (n. 1908).
- 2005
  - Robert Creeley, ensaísta e poeta estado-unidense (n. 1926).
  - Lyonel Lucini, cineasta argentino (n. 1939).
- 2006 — Ana Montenegro, jornalista e poetisa brasileira (n. 1915).
- 2007 — Fay Coyle, futebolista britânico (n. 1924).
- 2008
  - Roland Fraïssé, lógico matemático francês (n. 1920).
  - Rajko Mitić, futebolista e técnico de futebol sérvio (n. 1922).
  - Dith Pran, fotógrafo e jornalista cambojano-americano (n. 1942).
- 2009
  - Ankito, ator brasileiro (n. 1924).
  - Jackie Pretorius, automobilista sul-africano (n. 1934).
- 2010 — Jaime Escalante, educador boliviano-americano (n. 1930).
- 2013
  - Phil Ramone, compositor e produtor sul-africano-americano (n. 1934).
  - Daniel Hoffman, poeta e acadêmico norte-americano (n. 1923).
- 2014 — Frances Meredith Carroll, atriz britânica (n. 1939).
- 2015
  - Messias Pereira Donato, jurista brasileiro (n. 1921).
  - Helmut Dietl, escritor e diretor de televisão alemão (n. 1944).
  - Roger Slifer, roteirista e produtor de televisão norte-americano (n. 1954).
  - Ingrid van Houten-Groeneveld, astrônoma e acadêmica neerlandesa (n. 1921).
- 2019 — Marquinhos Martini, ator e humorista brasileiro (n. 1948).
- 2020
  - Manolis Glezos, político, jornalista, escritor e herói popular grego (n. 1922).
  - Bill Withers, cantor e compositor norte-americano (n. 1938).
- 2022 — Tom Parker, cantor britânico (n. 1988)

## Feriados e eventos cíclicos
- Dia Mundial do Transtorno Bipolar

### Cristianismo
- Amadeu IX, Duque de Saboia
- João Clímaco
- Joaquim de Fiore
- Maria Restituta Kafka
- Mártires de Constantinopla
- Quirino de Neuss
- Senhorinho de Tessalônica

## Outros calendários
- No calendário romano era o 3.º dia (III) antes das calendas de abril.
- No calendário litúrgico tem a letra dominical E para o dia da semana.
- No calendário gregoriano a epacta do dia é i.